# Vermessungseinheit Mercator/Bessel
Die Vermessungseinheit Mercator/Bessel war ein System des Seehydrographischen Dienstes der DDR, das für die Vermessung der Bodden- und Haffgewässer und deren Häfen an der Küste Mecklenburg-Vorpommerns genutzt wurde. Es bestand aus dem Arbeits- und Wohnschiff Mercator, der Vermessungsbarkasse Bessel und Vermessungsbooten.
Das Wohn- und Arbeitsschiff Mercator wurde auf der Yachtwerft Berlin in Eisenhüttenstadt gebaut. Es entstand als Projekt 412 auf Basis des Schubwohnschiffes SWS 1613 und wurde 1983 in Dienst gestellt. Das Schiff verfügte über keine eigene Antriebsanlage. Für die Stromversorgung diente ein Dieselgenerator mit einer Scheinleistung von 34,5 kVA. Für die Vermessungsarbeiten verfügte das Schiff über einen Vermessungsauswerteraum, einen Werkstattraum und eine Zentrale. Es war mit einer Aufschleppe für ein Vermessungsboot sowie einem Davit für das Aussetzen eines Schlauchbootes versehen. Benannt war das Schiff nach dem Kartographen Gerhard Mercator.
Die Vermessungsbarkasse Bessel wurde ebenfalls auf der Yachtwerft Berlin gebaut. Sie entstand als Projekt 407-SHD auf Basis der überwiegend militärisch genutzten Motorbarkasse 13. Die Barkasse wurde 1981 in Dienst gestellt. Angetrieben wurde sie von einem Dieselmotor mit einer Leistung von 103 kW. Darüber hinaus verfügte sie über zwei Lichtmaschinen mit je 2,4 kW. Für die Vermessungsaufgaben war sie mit einer Echolotanlage, einem Positionsbestimmungssystem und einem Entfernungsmessgerät ausgerüstet. Benannt war das Schiff nach dem Geodäten Friedrich Wilhelm Bessel.
Nach der Deutschen Wiedervereinigung wurde die Vermessungseinheit vom Bundesamt für Seeschifffahrt und Hydrographie übernommen und technisch aufgerüstet. So war die Vermessungseinheit Mercator/Bessel das erste System an der deutschen Ostseeküste, das mit Hilfe des Differential Global Positioning Systems Vermessungen durchgeführt hat. Während die Bessel im Schiffsregister der Stadt Rostock eingetragen blieb, wurde die Mercator, welche bis dahin ebenfalls Rostock als Heimathafen hatte, ins Schiffsregister der Stadt Hamburg eingetragen.
Ende November 2002 wurde die Vermessungseinheit, die durch einen hohen Reparatur- und Wartungsaufwand unwirtschaftlich geworden war, außer Dienst gestellt und durch den am 23. Januar 2004 in Dienst gestellten Neubau Capella ersetzt. Die Mercator hat während ihrer Dienstzeit rund 3.355 Seemeilen im Schlepp zurückgelegt. Die Bessel hat rund 54.500 Seemeilen Lotlinien gemessen. Bei der Außerdienststellung war die Vermessungseinheit die älteste Einheit der Flotte des Bundesamtes für Seeschifffahrt und Hydrographie.